# Cranioleuca henricae
Cranioleuca henricae е вид птица от семейство Furnariidae. Видът е застрашен от изчезване.

## Разпространение
Видът е разпространен в Боливия.